# Acura RDX
L'Acura RDX è un'automobile prodotta dalla casa automobilistica giapponese Acura a partire dal 2006.
Anticipata qualche mese prima da un concept chiamata Acura RD-X, la versione definitiva è stata presentata al Salone dell'automobile di New York 2006 ed è stata messa in vendita l'11 agosto 2006. Nel 2013 è stata introdotta la seconda serie, mentre nel 2019 è arrivata la terza.
L'RDX è stato inizialmente costruito sulla stessa piattaforma utilizzata dalla Honda per le sue coeve Civic e CR-V. Tuttavia, a partire dalla terza generazione, l'Acura RDX è costruito su una apposita piattaforma proprietaria Acura.